# Ekvivalenttemperatur
Ekvivalenttemperatur (ET), alternativt särskrivet ekvivalent temperatur, är inom meteorologin ett mått på den totala värmeenergin i en mängd luft. 